# 大奚山鹽民起義
大奚山鹽民起義，又稱為鹽梟之亂，有部份學者稱為「大嶼山屠殺」，南宋宋寧宗慶元三年（1197年），廣東提舉鹽茶徐安國派員往東莞縣大奚山（今香港大嶼山島）緝捕私鹽販子，引起島上鹽民及守軍起義反抗事件。

## 經過
香港範圍其时盛產海鹽。南宋初年，朝廷於九龍灣一帶設立官富場，管理當地產鹽事務，為當時南海郡東莞縣四大鹽場之一。另一方面，鄰近官富場的大奚山是盧循部眾後人的居住之地，當地居民勾結當地守軍以私鹽為業，雖然朝廷嚴禁私鹽販賣，但初時只採取懷柔政策，惟對打擊私鹽的收效不大。宋孝宗淳熙十年（1183年）5月29日，皇帝下詔：「大奚山私鹽大盛，令廣東帥臣遞送節次，已降指揮，常切督責彈壓官並澳長等，嚴行禁約。」 明令打擊大奚山私鹽，引起以私鹽為生的當地居民強烈不滿，因生路被斷，島民遂起叛亂之心，數百名起義者奉當地守軍萬登為首領聚眾反抗，劫掠商旅截殺平民130多人，又意圖以海舟劫掠廣州府反制，惟被官兵發射火箭擊潰，朝廷改派錢望之為廣州知府並調派福昌延祥寨的摧锋軍抗擊，最終誅殺所有叛亂島民，並留下300官兵駐守大奚山，至慶元六年（1200年）把當中的150名士兵改駐官富場。經此一事，大奚山鹽業式微。